# Gomphrenoideae
Gomphrenoideae és una subfamília botànica de les amarantàcies. Juntament amb els representants de la subfamília de les Amaranthoideae  conformaven la família tradicional de les amarantàcies (sensu stricto), abans que a conseqüència dels treballs del Grup per a la filogènia de les angiospermes s'hi afegissin tots els representants de les quenopodiàcies.
El gènere més representatiu és Gomphrena que té més de 140 espècies d'Amèrica tropical i subtropical, Açores, Cap Verd i fins a Angola, Malàisia o Austràlia. Inclou una espècie de planta ornamental molt coneguda, la perpetuïna o flor de sant Agustí (Gomphrena globosa), amb inflorescències globuloses de color porpra o malva, que conserven llur aspecte i color després de seques.
Als Països Catalans s'hi ha trobat dos espècies del gènere Alternanthera natives d'indrets amb clima tropical i subtropical d'Amèrica Central i del Sud:
- Alternanthera pungens Kunth: es pot trobar en ambients periurbans del litoral català, entre Barcelona i el delta de l’Ebre.
- Alternanthera caracasana: Kunth viu en ambients similars, entre el Maresme , el País Valencià fins al sud d’Andalusia.

## Gèneres
La subfamília Gomphrenoideae comprèn, segons Catalogue of Life, 13 gèneres amb unes 380 tàxons que viuen majoritàriament en climes tropicals i subtropicals del continent americà: 
- Alternanthera Forssk.
- Froelichia Moench
- Froelichiella R. E. Fr.
- Gomphrena L.
- Guilleminea Kunth
- Hebanthe Mart
- Hebanthodes Pedersen
- Iresine R. Br.
- Pedersenia Holub
- Pfaffia Mart
- Pseudoplantago Suess.
- Quaternella Pedersen
- Tidestromia Standl.